# Gabriel IV de Constantinopla
Gabriel IV de Constantinopla (em grego: Γαβριήλ Δ΄; m. 29 de junho de 1785) foi patriarca ecumênico de Constantinopla entre 1780 e 1785.

## História
Gabriel era natural de Esmirna e membro de uma família aristocrática. Antes de sua eleição, foi bispo das ilhas Ayvalık, bispo metropolitano de Joanina até abril de 1771, quando assumiu Patras. Ele era conhecido por sua predileção pela ordem e pela precedência eclesiástica.
Durante seu patriarcado, Gabriel restaurou Atanásio Parios, que havia sido deposto por causa da disputa dos kollyvades. Em 1784, ele publicou o "Typikon" de Monte Atos, delimitando as funções administrativas de seus organismos internos. 
Gabriel morreu em 29 de junho de 1785 e foi sepultado no mesmo túmulo de seu predecessor, Sofrônio II, no jardim da Igreja dos Asomatoi (Pammegiston Taxiarchon), em Arnavutköy.